# ذرت (رنگ)

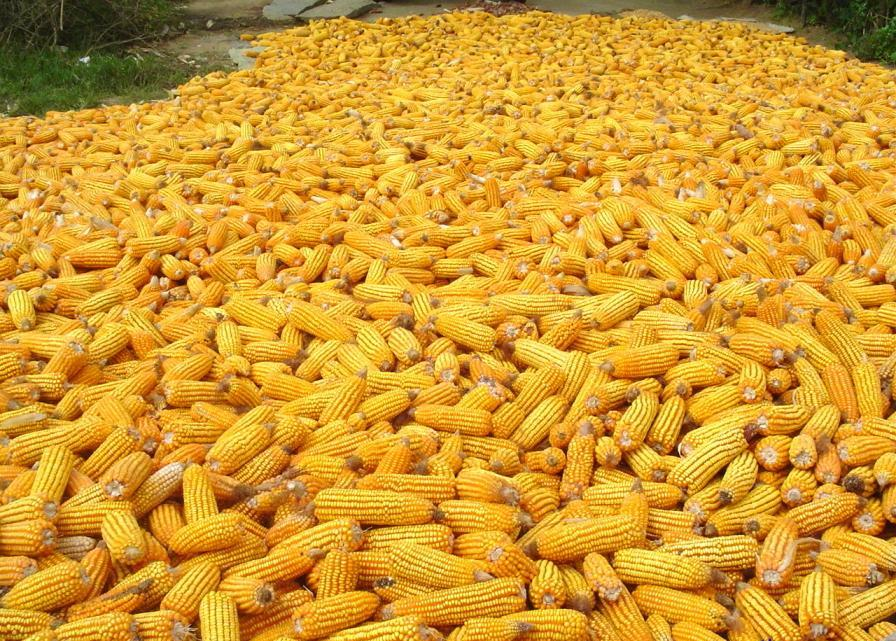
این رنگ برای ذرت نام‌گذاری شده‌است.

سایه ذرتی به رنگ خاصی از زرد اشاره دارد که همان است که برای به نام غلات ذرت به کار می‌رود (ذرت غله‌ای است که در ایالات متحده آمریکا و کانادا رشد می‌کند). در مصارف عمومی، ذرتی را می‌توان به انواع سایه‌ها، از زرد روشن تا سایه تیره که مرز نارنجی است، اعمال کرد، زیرا رنگ ذرت (ذرت واقعی) ممکن است متفاوت باشد.
نخستین استفاده ثبت‌شده از ذرتی به عنوان نام رنگ در انگلیسی در سال ۱۸۶۱ بود.